# Pterozonium scopulinum
Pterozonium scopulinum är en kantbräkenväxtart som beskrevs av David Bruce Lellinger. Pterozonium scopulinum ingår i släktet Pterozonium och familjen Pteridaceae. Inga underarter finns listade.